# 河緯地
河緯地（韓語：하위지；1412年—1456年），字天章（韓語：천장）、仲章（韓語：중장），號丹溪（韓語：단계）、赤村（韓語：적촌）、延風（韓語：연풍）是朝鮮王朝早期的學者型官員，死六臣之一。
他出生於兩班晉州河氏，1435年通過科舉鄉試，並在1438年（世宗二十年）戊午式年榜成乙科狀元。他被朝鮮世宗任命為集賢殿領導者，參加各種歷史和其他文本的編輯。
他在首陽大君殺死金宗瑞後退出政府，雖然1455年被朝鮮端宗任命為禮曹參判，但並不長久，在這一年，端宗被世祖推翻。他在1456年欲復立端宗被察覺，但他拒絕認罪被世祖處死，後來追諡忠烈（韓語：충렬）。